# Le Portier
Le Portier, nogle gange omtalt som Portier Cove eller Mareterra, er et beboelsesområde under opførelse, der forventes at stå færdig i 2025, der vil blive en del af det traditionelle Quartier Monte Carlo i Fyrstendømmet Monaco.

## Baggrund
Projektet, der blev startet i begyndelsen af 2000'erne og planlagt til afslutning i 2014, blev skrinlagt i 2009 af Albert 2. på grund af statens økonomiske situation, men nye ressourcer blev senere fundet og projektet blev genoptaget i 2011. Udover de nye beboelsesområder er der også planlagt at opføre nye administrationsbygninger, museer og et teater.
Den 18 juli 2019 blev den sidste sammenlåsende betoncaisson lagt, hvilket lukker det snævre bælte, der afskærer det nye landstykke fra fastlandet. Monacos fysiske grænser blev derfor specifikt modificeret, og den 16. december samme år blev konstruktionen af det seks hektar store betonstykke færdiggjort.
Omkring årsskriftet 2019-20 var selve landindvindingen af Middelhavet færdiggjort, og området var klar til opførelsen af tidligere præsenterede projekter.

## Geografi
Le Portier vil gå fra Port Hercule til Grimaldi Forum på et seks hektar stort område. Bydelen kommer til at grænse op til Monte Carlo og Larvotto. Særlige tiltag for at beskytte marinelivet blev taget, blandt andet flytningen af beskyttede dyrearter.